# Nikolas Joanu
Nikolas Joanu (ur. 10 listopada 1995 w Limassolu) – cypryjski piłkarz angielskiego pochodzenia, grający na pozycji lewego obrońcy. W sezonie 2020/2021 na wypożyczeniu w klubie Aris Saloniki, a jego klub podstawowy to Nottingham Forest. 

## Kariera klubowa
Swoją karierę zaczynał w młodzieżowych drużynach Manchesteru United. Cypryjczyk został wypożyczony do AEP Pafos na sezon 2012/2013. W barwach tego zespołu wystąpił on 2 razy, nie strzelając żadnej bramki. W 2014 roku Joanu podpisał kontrakt z  APOEL-em Nikozja. Wychowanek Manchesteru United zagrał tam 107 spotkań i zdobył 6 goli. 25 września 2020 roku Cypryjczyk przeniósł się do Nottingham Forest za 0,5 mln €. Dotychczas w koszulce „Tricky Trees” Joanu na murawę wybiegał 5 razy, nie pakując piłki do siatki ani razu. 8 stycznia 2021 został wypożyczony na pół roku do greckiego Arisu Saloniki. Do 24 lutego 2021 roku wystąpił tam pięciokrotnie i strzelił 1 bramkę.

## Kariera reprezentacyjna
Był zapraszany na treningi reprezentacji Cypru U15 i U16. W 2013 roku wychowanek „Czerwonych Diabłów” został powołany do reprezentacji Cypru U19. Zagrał tam 1 mecz, nie zdobywając w nim bramki. W 2014 roku Ionnaou zadebiutował w reprezentacji Cypru do lat 21. Zaliczył w niej 11 spotkań i strzelił jednego gola. Zawodnik ten zadebiutował w dorosłej kadrze Cypru 3 czerwca 2017 roku w meczu przeciwko Portugalii (0:4). Jak na razie w barwach kadry narodowej Joanu wybiegał na murawę 23 razy, zdobywając 2 bramki.